# Cupa Orașelor Târguri
Cupa Orașelor Târguri a fost o competiție europeană de fotbal în perioada 1955 și 1971. Competiția a fost o idee a elvețianului Ernst Thommen, a italianului Ottorino Barassi și a secretarului general al The Football Association Stanley Rous, cei care vor ajunge mai târziu înalți funcționari ai FIFA. După cum arată și numele, competiția a fost înființată pentru a promova târgurile (expozițiile) internaționale. A fost câștigată de FC Barcelona de 3 ori, de Leeds United și Valencia CF de 2 ori.

## Finale
| Sezon           | Gazdă                                                                                  | Scor     | Oaspete                                             | Arenă                                      |
| --------------- | -------------------------------------------------------------------------------------- | -------- | --------------------------------------------------- | ------------------------------------------ |
| 1955–58 Detalii | London XI (ENG)                                                                        | 2–2      | Barcelona XI (ESP) (represented by F. C. Barcelona) | Stamford Bridge, Londra                    |
| 1955–58 Detalii | Barcelona XI (ESP) (represented by F. C. Barcelona)                                    | 6–0      | London XI (ENG)                                     | Camp Nou, Barcelona                        |
| 1955–58 Detalii | Barcelona XI a câștigat cu scorul de 8–2 la general.                                   |          |                                                     |                                            |
| 1958–60 Detalii | Birmingham City (ENG)                                                                  | 0–0      | Barcelona (ESP)                                     | St Andrew's, Birmingham                    |
| 1958–60 Detalii | Barcelona (ESP)                                                                        | 4–1      | Birmingham City (ENG)                               | Camp Nou, Barcelona                        |
| 1958–60 Detalii | Barcelona a câștigat cu scorul de 4–1 la general.                                      |          |                                                     |                                            |
| 1960–61 Detalii | Birmingham City (ENG)                                                                  | 2–2      | Roma (ITA)                                          | St Andrew's, Birmingham                    |
| 1960–61 Detalii | Roma (ITA)                                                                             | 2–0      | Birmingham City (ENG)                               | Stadio Olimpico, Roma                      |
| 1960–61 Detalii | Roma a câștigat cu scorul de 4–2 la general.                                           |          |                                                     |                                            |
| 1961–62 Detalii | Valencia (ESP)                                                                         | 6–2      | Barcelona (ESP)                                     | Stadionul Mestalla, Valencia               |
| 1961–62 Detalii | Barcelona (ESP)                                                                        | 1–1      | Valencia (ESP)                                      | Camp Nou, Barcelona                        |
| 1961–62 Detalii | Valencia a câștigat cu scorul de 7–3 la general.                                       |          |                                                     |                                            |
| 1962–63 Detalii | Dinamo Zagreb (IUG)                                                                    | 1–2      | Valencia (ESP)                                      | Maksimir, Zagreb                           |
| 1962–63 Detalii | Valencia (ESP)                                                                         | 2–0      | Dinamo Zagreb (IUG)                                 | Stadionul Mestalla, Valencia               |
| 1962–63 Detalii | Valencia a câștigat cu scorul de 4–1 la general.                                       |          |                                                     |                                            |
| 1963–64 Detalii | Real Zaragoza (ESP)                                                                    | 2–1      | Valencia (ESP)                                      | Camp Nou, Barcelona                        |
| 1963–64 Detalii | S-a jucat într-o singură manșă.                                                        |          |                                                     | Camp Nou, Barcelona                        |
| 1964–65 Detalii | Juventus (ITA)                                                                         | 0–1      | Ferencváros (HUN)                                   | Stadio Comunale, Torino                    |
| 1964–65 Detalii | S-a jucat într-o singură manșă.                                                        |          |                                                     | Stadio Comunale, Torino                    |
| 1965–66 Detalii | Barcelona (ESP)                                                                        | 0–1      | Real Zaragoza (ESP)                                 | Camp Nou, Barcelona                        |
| 1965–66 Detalii | Real Zaragoza (ESP)                                                                    | 2–4 d.p. | Barcelona (ESP)                                     | La Romareda, Zaragoza                      |
| 1965–66 Detalii | Barcelona a câștigat cu scorul de 4–3 la general.                                      |          |                                                     |                                            |
| 1966–67 Detalii | Dinamo Zagreb (IUG)                                                                    | 2–0      | Leeds United (ENG)                                  | Maksimir, Zagreb                           |
| 1966–67 Detalii | Leeds United (ENG)                                                                     | 0–0      | Dinamo Zagreb (IUG)                                 | Elland Road, Leeds                         |
| 1966–67 Detalii | Dinamo Zagreb a câștigat cu scorul de 2–0 la general.                                  |          |                                                     |                                            |
| 1967–68 Detalii | Leeds United (ENG)                                                                     | 1–0      | Ferencváros (HUN)                                   | Elland Road, Leeds                         |
| 1967–68 Detalii | Ferencváros (HUN)                                                                      | 0–0      | Leeds United (ENG)                                  | Népstadion, Budapesta                      |
| 1967–68 Detalii | Leeds United a câștigat cu scorul de 1–0 la general.                                   |          |                                                     |                                            |
| 1968–69 Detalii | Newcastle United (ENG)                                                                 | 3–0      | Újpest (HUN)                                        | St James' Park, Newcastle                  |
| 1968–69 Detalii | Újpest (HUN)                                                                           | 2–3      | Newcastle United (ENG)                              | Megyeri úti Stadium, Budapesta             |
| 1968–69 Detalii | Newcastle United a câștigat cu scorul de 6–2 la general.                               |          |                                                     |                                            |
| 1969–70 Detalii | Anderlecht (BEL)                                                                       | 3–1      | Arsenal (ENG)                                       | Stadionul Constant Vanden Stock, Bruxelles |
| 1969–70 Detalii | Arsenal (ENG)                                                                          | 3–0      | Anderlecht (BEL)                                    | Highbury, Londra                           |
| 1969–70 Detalii | Arsenal a câștigat cu scorul de 4–3 la general.                                        |          |                                                     |                                            |
| 1970–71 Detalii | Juventus (ITA)                                                                         | 2–2      | Leeds United (ENG)                                  | Stadio Comunale, Torino                    |
| 1970–71 Detalii | Leeds United (ENG)                                                                     | 1–1      | Juventus (ITA)                                      | Elland Road, Leeds                         |
| 1970–71 Detalii | 3–3 scor general Leeds United a câștigat datorită regulii golului marcat în deplasare. |          |                                                     |                                            |

### Rezultate pe cluburi
| Club             | Trofee | Finale | Ani câștigători  | Ani finaliste |
| ---------------- | ------ | ------ | ---------------- | ------------- |
| Barcelona        | 3      | 1      | 1958, 1960, 1966 | 1962          |
| Valencia         | 2      | 1      | 1962, 1963       | 1964          |
| Leeds United     | 2      | 1      | 1968, 1971       | 1967          |
| Real Zaragoza    | 1      | 1      | 1964             | 1966          |
| Ferencváros      | 1      | 1      | 1965             | 1968          |
| Dinamo Zagreb    | 1      | 1      | 1967             | 1963          |
| Roma             | 1      | 0      | 1961             | –             |
| Newcastle United | 1      | 0      | 1969             | –             |
| Arsenal          | 1      | 0      | 1970             | –             |
| Birmingham City  | 0      | 2      | –                | 1960, 1961    |
| Juventus         | 0      | 2      | –                | 1965, 1971    |
| London XI        | 0      | 1      | –                | 1958          |
| Újpest           | 0      | 1      | –                | 1969          |
| Anderlecht       | 0      | 1      | –                | 1970          |

### Rezultate pe țară
| Țară       | Trofee | Finale |
| Spain      | 6      | 3      |
| Anglia     | 4      | 4      |
| Hungary    | 1      | 2      |
| Italia     | 1      | 2      |
| Iugoslavia | 1      | 1      |
| Belgia     | 0      | 1      |

## Meci de play-off pentru trofeu
Pe 22 septembrie 1971, s-a jucat un meci între prima câștigătoare a Cupei Orașelor Târguri, FC Barcelona, și ultima câștigătoare a acestei competiții, Leeds United, pentru a decide echipa care va rămâne în posesia trofeului original. Barcelona a câștigat acest play-off cu scorul de 2–1.
| Sezon                       | Gazdă                 | Scor | Oaspete            | Arenă               |
| --------------------------- | --------------------- | ---- | ------------------ | ------------------- |
| 1971 Play-Off pentru trofeu | Barcelona (ESP)       | 2–1  | Leeds United (ENG) | Camp Nou, Barcelona |
| 1971 Play-Off pentru trofeu | Single match play-off |      |                    | Camp Nou, Barcelona |

## Golgheteri all-time
Aceasta este o listă de golgheteri ai Cupei Orașelor Târguri, din 1955 până în 1971 când locul acestei competiții a fost luat de Cupa UEFA.
| Loc | Jucător                   | Goluri | Club          |
| --- | ------------------------- | ------ | ------------- |
| 1   | Waldo                     | 31     | Valencia      |
| 2   | Peter Lorimer             | 20     | Leeds United  |
| 3   | Flórián Albert            | 19     | Ferencváros   |
| 3   | Ferenc Bene               | 19     | Újpest        |
| 3   | José Antonio Zaldúa       | 19     | Barcelona     |
| 6   | Pedro Waldemar Manfredini | 18     | Roma          |
| 7   | Evaristo de Macedo        | 17     | Barcelona     |
| 8   | Vicente Guillot           | 16     | Valencia      |
| 9   | Marcelino Martínez        | 15     | Real Zaragoza |
| 10  | Héctor Núñez              | 14     | Valencia      |